# Barrett-Gletscher
Der Barrett-Gletscher ist ein 24 km langer Gletscher in der antarktischen Ross Dependency. Im Königin-Maud-Gebirge fließt er von den Nordhängen der Prince Olav Mountains zwischen den Longhorn Spurs und den Gabbro Hills zum Ross-Schelfeis.
Die Südgruppe der New Zealand Geological Survey Antarctic Expedition (1963–1964) benannte ihn nach dem neuseeländischen Geologen Peter John Barrett (* 1940), einem Teilnehmer dieser Forschungsreise.